# Fulmarus
Fulmarus is een geslacht van vogels uit de familie stormvogels (Procellariidae). Het geslacht telt twee soorten.

## Soorten
- Fulmarus glacialis – Noordse stormvogel
- Fulmarus glacialoides – Grijze stormvogel